# Areithoos Korynetes
Areithoos Korynetes (altgriechisch Ἀρηίθοος Κορυνήτης Arēíthoos Korynḗtēs) ist in der griechischen Mythologie ein arkadischer Krieger, der den Beinamen „der Keulenträger“ trug, da er mit einer großen eisernen Keule zu kämpfen pflegte. 
Er wurde von Lykurg in einem Hohlweg, wo er seine Keule nicht einsetzen konnte, getötet. Seine Rüstung, ein Geschenk des Ares, nahm Lykurg an sich und vererbte sie später dem Ereuthalion, der sie trug, als er vom jugendlichen Nestor getötet wurde. Im Gebiet von Mantineia wurde sein Grab gezeigt.
An anderer Stelle berichtet Homer von einem Keulenträger Areithoos aus Arne in Böotien, der Vater des Menesthios war, eines von Paris vor Troja getöteten Kriegers.
Aufgrund des zeitlichen Abstandes – Nestor ist zur Zeit des Trojanischen Krieges bereits ein Greis – wurden von den Scholiasten zwei Keulenschwinger namens Areithoos angenommen, einer Arkadier (Großvater des Menesthios) und einer Böotier (Vater des Menesthios).